# Лагарфльйоут
Лагарфльйоут (ісл. Lagarfljót) — озеро на сході Ісландії біля Еґільсстадіра, площею 53 км² і довжиною 25 км; найбільша ширина становить 2,5 км, найбільша глибина — 112 м. Крізь озеро протікає річка Лаґарфльот.
Неподалік озера розташовані найбільший ліс Ісландії та водоспад Генґіфосс (118 м). Нижче є ще один водоспад Літланесфосс. Згідно з місцевими повір'ями, в глибинах озера живе величезний змій Лагарфльйотсормурінн (Lagarfljotsormurinn).